# Кеннеди, Джеймс (вице-адмирал)
Джеймс Ке́ннеди (англ. James Kennedy; ум. в 1760) — вице-адмирал русского флота, вероятно, шотландец

## Биография
Был принят на службу подпоручиком в 1714 году. В 1717 году произведён в чин лейтенанта, в 1724 году — в чин капитан-лейтенанта. В 1725—1728 годах командовал фрегатом «Яхт-Хунд» в Финском заливе и Балтийском море. В 1729 году произведён в чин капитана 3-го ранга. Во время кампании 1731 года командовал фрегатом «Арондель» в Финском заливе. В 1732 году командовал кораблём «Принц Евгений». В 1733 году по новому штату перечислен в чин капитана полковничьего ранга.
В 1734 году, командуя кораблём «Выборг», участвовал в составе эскадры под командованием адмирала Томаса Гордона в осаде крепости Вейксельмюнде. По возвращении в Кронштадт с тремя пакетботами до осени крейсировал у Наргена и зимовал в Ревеле. Летом 1735 года, командуя кораблем «Выборг» в составе отряда судов, перевозил провиант из Ревеля в Кронштадт. В кампанию 1736 года, командуя фрегатом «Кронделивде» перешёл из Кронштадта в Архангельск с грузом артиллерии и провианта для строящихся судов.
В 1738 году, командуя недавно построенным кораблем «Св. Андрей», перешёл из Архангельска в Кронштадт. В 1738 году командовал кораблём «Выборг», а в 1739 году — кораблём «Основание Благополучия». В 1740 году командуя кораблем «Св. Андрей» крейсировал в Финском заливе. Командуя кораблём «Св. Александр», в 1741 году находился на Кронштадтском рейде в составе эскадры под командованием контр-адмирала Я. С. Барша, а в 1742 году в составе вице-адмирала под командованием вице-адмирала З. Д. Мишукова крейсировал в Финском заливе.
В 1743 году, командуя кораблем «Св. Павел» в составе эскадры под командованием адмирала графа Н. Ф. Головина принял участие в военных действиях против шведского флота.
В кампанию 1744 года командовал 100-пушечным кораблём «Императрица Анна» на Кронштадтском рейде. В 1745 году, командуя кораблём «Лефорт» в составе эскадры под командованием вице-адмирала З. Д. Мишукова крейсировал у Дагерорда. В 1746 году, командуя 100-пушечным кораблём «Императрица Анна» под флагом вице-адмирала З. Д. Мишукова крейсировал между Кронштадтом и Рогервиком и во время Высочайшего смотра командовал одной из эскадр, проводивших учения.
Аттестованный коллегией как «кондуита ненадежного», он однако успешно продолжил службу и в 1747 году был произведён в капитан-командоры.
В 1748 году, командовал кораблем «Лефорт» в составе эскадры под командованием контр-адмирала Люиса в Балтийском море. В кампанию 1750 года командовал кораблем «Св. Великомученица Варвара» под флагом вице-адмирала З. Д. Мишукова в плавании до Гогланда. В 1751 году, командуя под брейд-вымпелом кораблём «Гавриил» в составе эскадры под командованием контр-адмирала В. Я. Римского-Корсакова крейсировал у мыса Дагерорд (Ристна).
В 1752 году произведён в контр-адмиралы, присутствовал в Адмиралтейств-коллегии и в 1757 году был уволен с чином вице-адмирала.